# Planet Her
Planet Her è il terzo album in studio della rapper statunitense Doja Cat, pubblicato il 25 giugno 2021 dalla Kemosabe e RCA.

## Antefatti
L'artista ha menzionato per la prima volta il titolo Planet Her all'inizio della sua performance agli MTV Video Music Awards il 30 agosto 2020, durante la quale ha impersonato una presentatrice televisiva. Successivamente, durante un'intervista per MTV ha dichiarato che il sound del suo prossimo progetto avrebbe attinto da vari stili e generi musicali come il dancehall, l'afrobeat, il funk e la house. Il mese successivo ha rivelato che l'album era stato appena completato, ma che avrebbe aspettato «il momento giusto» per pubblicarlo; a dicembre ha invece dichiarato che esso avrebbe incluso diverse collaborazioni e che ogni traccia avrebbe avuto «un proprio stile».
A partire dal 5 gennaio 2021 Doja Cat ha iniziato a seguire sette artisti su Twitter, alludendo alle già citate collaborazioni presenti nell'album. Dopo aver confermato il titolo durante un'intervista per V a marzo, il 9 giugno 2021 l'artista ha svelato la copertina, la tracklist e la data di pubblicazione, con il preordine disponibile a partire dall'11 giugno seguente.
Nel 2023 l'artista ha definito il disco «pop mediocre», affermando che si è trattato di un prodotto realizzato per motivi economici.

## Promozione
Il singolo apripista dell'album, Kiss Me More in collaborazione con SZA, è stato reso disponibile il 9 aprile 2021. Ha ricevuto grande seguito a livello commerciale, posizionandosi prima in Nuova Zelanda e arrivando in top five nelle classifiche di Australia, Regno Unito e Stati Uniti.
Come secondo estratto è stato scelto Need to Know, pubblicato l'11 giugno 2021 assieme al rispettivo video musicale, mentre due settimane dopo, in concomitanza con l'uscita dell'album, è stato presentato il videoclip del terzo singolo You Right, che vede la partecipazione di The Weeknd. Mentre il primo ha varcato la top ten della Hot 100 statunitense, il secondo ha debuttato tra i primi dieci posti della classifica britannica.

## Accoglienza
| Recensione           | Giudizio |
| -------------------- | -------- |
| AllMusic             |          |
| Clash                | 7/10     |
| DIY                  |          |
| Entertainment Weekly | B+       |
| Exclaim!             | 9/10     |
| NME                  |          |
| Pitchfork            | 7,8/10   |
| Rolling Stone        |          |
| Slant Magazine       |          |
| The A.V. Club        | C+       |
| The Guardian         |          |

Planet Her ha ottenuto recensioni perlopiù positive da parte dei critici musicali. Su Metacritic, sito che assegna un punteggio normalizzato su 100 in base a critiche selezionate, l'album ha ottenuto un punteggio medio di 76 basato su quattordici recensioni.

## Tracce
1. Woman – 2:52 (Amala Zandile Dlamini, David Sprecher, Aaron Horn, Ainsley Jones, Linden Jay, Jidenna Mobisson)
2. Naked – 3:43 (Amala Zandile Dlamini, Kurtis McKenzie, Al Shuckburgh, Marcus Erik Joons, Daniel Gustav Peter Tjaeder)
3. Payday (feat. Young Thug) – 3:32 (Amala Zandile Dlamini, Ari Starace, Jeffery Lamar Williams)
4. Get into It (Yuh) – 2:18 (Amala Zandile Dlamini, Ari Starace, Sheldon Yu-Ting Cheung)
5. Need to Know – 3:30 (Amala Zandile Dlamini, Lukasz Gottwald)
6. I Don't Do Drugs (feat. Ariana Grande) – 3:08 (Amala Zandile Dlamini, Sheldon Yu-Ting Cheung, Ari Starace, Ariana Grande)
7. Love to Dream – 3:36 (Amala Zandile Dlamini, Kurtis McKenzie, Jamil Chammas, Khaled Rohaim)
8. You Right (con The Weeknd) – 3:06 (Amala Zandile Dlamini, Lukasz Gottwald, Abel "The Weeknd" Tesfaye)
9. Been like This – 2:57 (Amala Zandile Dlamini, Gerard A. Powell II, Aaron Bow, David Sprecher)
10. Options (feat. JID) – 2:39 (Amala Zandile Dlamini, Ari Starace, Mayer Hawthorne, Destin Route)
11. Ain't Shit – 2:54 (Amala Zandile Dlamini, Gerard A. Powell II, Rogét Chahayed, David Sprecher, Kurtis McKenzie)
12. Imagine – 2:28 (Amala Zandile Dlamini, Gerard A. Powell II, Mike Hector)
13. Alone – 3:48 (Amala Zandile Dlamini, David Sprecher, Linden Jay)
14. Kiss Me More (feat. SZA) – 3:28 (Amala Zandile Dlamini, David Sprecher, Rogét Chahayed, Gerard A. Powell II, Carter Lang, Lukasz Gottwald, Solána Rowe, Terry Shadick, Stephen Kipner)

Tracce bonus nell'edizione deluxe
1. You Right (con The Weeknd) (Extended) – 4:06 (Amala Zandile Dlamini, Lukasz Gottwald, Abel "The Weeknd" Tesfaye)
2. Up and Down – 2:32 (Amala Zandile Dlamini)
3. Tonight (feat. Eve) – 2:49 (Amala Zandile Dlamini, Taneisha Jackson, Eve Jihan Cooper)
4. Ride – 2:57 (Amala Zandile Dlamini)
5. Why Why (feat. Gunna) – 2:59 (Amala Zandile Dlamini, Sergio Giavanni Kitchens)

Note
- Get into It (Yuh) contiene interpolazioni tratte da Massive Attack di Nicki Minaj.[47]
- Kiss Me More contiene interpolazioni tratte da Physical di Olivia Newton-John.[48]

## Formazione
Musicisti
- Doja Cat – voce
- Jidenna – cori (traccia 1)
- Aynzli Jones – cori (traccia 1)
- Young Thug – voce aggiuntiva (traccia 3)
- Ariana Grande – voce aggiuntiva (traccia 6)
- The Weeknd – voce (traccia 8)
- JID – voce aggiuntiva (traccia 10)
- SZA – voce aggiuntiva (traccia 14)

Produzione
- Yeti Beats – produzione esecutiva, produzione (tracce 1, 13 e 14), produzione aggiuntiva (traccia 11)
- Doja Cat – produzione esecutiva
- Linden Jay – produzione (traccia 1), coproduzione (traccia 13)
- Aaron Horn – coproduzione (traccia 1)
- Ainsley Jones – coproduzione (traccia 1)
- Rian Lewis – registrazione (tracce 1-3, 6, 7, 11-14)
- Jesse Ray Ernster – missaggio (tracce 1 e 2)
- Katrina Maria Ernster – assistenza al missaggio (tracce 1 e 2)
- Noah "MixGiant" Glassman – assistenza al missaggio (tracce 1 e 2)
- Mike Bozzi – mastering (tracce 1, 2, 5, 8, 9, 11, 13 e 14)
- Kurtis McKenzie – produzione (tracce 2 e 7), produzione aggiuntiva (traccia 11)
- Y2K – produzione (tracce 3, 4, 6 e 10)
- Jeff Ellis Worldwide – missaggio (tracce 3, 4, 6, 7, 10 e 12)
- Kayla Reagan – assistenza al missaggio (tracce 3, 4, 6, 7, 10 e 12)
- Dale Becker – mastering (tracce 3, 4, 6, 7, 10 e 12)
- Hector Vega – assistenza al missaggio (tracce 3, 4, 6, 7, 10 e 12)
- Fili Filizzola – assistenza al missaggio (tracce 3, 4, 6, 7, 10 e 12)
- Connor Hedge – assistenza al missaggio (tracce 3, 4, 6, 7, 10 e 12)
- Sully – produzione (tracce 4 e 6)
- Dr. Luke – produzione (tracce 5 e 8)
- Șerban Ghenea – missaggio (tracce 5, 8 e 14)
- John Hanes – assistenza al missaggio (tracce 5, 8 e 14)
- Digi – produzione (traccia 7)
- Khaled Rohaim – produzione (traccia 7)
- Tizhimself – produzione (tracce 9, 11 e 12)
- Aaron Bow – produzione (traccia 9)
- Yeti Beats – produzione aggiuntiva (tracce 9 e 14)
- Clint Gibbs – missaggio (traccia 9)
- Mayer Hawthorne – produzione (traccia 10)
- Rogét Chahayed – produzione (11 e 14)
- NealHPogue – missaggio (tracce 11 e 13)
- Mike Hector – produzione (traccia 12)
- Joe Visciano – missaggio voce SZA (traccia 14)

## Successo commerciale
Planet Her, secondo l'International Federation of the Phonographic Industry, è stato il 10º album più venduto in termini di unità a livello globale del 2021.
L'LP ha esordito alla 2ª posizione della Billboard 200 in madrepatria, divenendo il secondo album in top ten per la rapper. Durante la sua settimana di debutto ha totalizzato 109 000 unità equivalenti: di queste 96 000 sono stream-equivalent units risultanti da 132 milioni di riproduzioni in streaming, 10 000 sono copie pure derivanti da 6 000 download digitali e 4 000 CD distribuiti sul sito dell'artista, e infine 3 000 sono track-equivalent units ricavate da 30 000 vendite delle singole tracce dell'album. Dopo aver trascorso cinque settimane in top five, è ritornato al suo picco d'origine grazie a 59 000 unità, registrando un incremento complessivo del 6%.
L'album è divenuto il primo della rapper a raggiungere i primi dieci posti della Official Albums Chart del Regno Unito, debuttando alla 3ª posizione con 9 905 unità di vendita. Con 17,4 milioni di stream è risultato inoltre il più riprodotto della settimana.
In Nuova Zelanda Planet Her è riuscito ad imporsi in vetta alla Official Top 40 Albums, divenendo il primo della cantante a riuscire nell'impresa.

## Classifiche

### Classifiche settimanali
| Classifica (2021-22) | Posizione massima |
| -------------------- | ----------------- |
| Australia            | 3                 |
| Austria              | 6                 |
| Belgio (Fiandre)     | 6                 |
| Belgio (Vallonia)    | 14                |
| Canada               | 2                 |
| Croazia              | 20                |
| Danimarca            | 3                 |
| Finlandia            | 5                 |
| Francia              | 13                |
| Germania             | 29                |
| Grecia               | 75                |
| Irlanda              | 3                 |
| Islanda              | 5                 |
| Italia               | 14                |
| Lituania             | 1                 |
| Norvegia             | 2                 |
| Nuova Zelanda        | 1                 |
| Paesi Bassi          | 3                 |
| Portogallo           | 4                 |
| Regno Unito          | 3                 |
| Slovacchia           | 90                |
| Spagna               | 13                |
| Stati Uniti          | 2                 |
| Svezia               | 2                 |
| Svizzera             | 11                |

### Classifiche di fine anno
| Classifica (2021) | Posizione |
| ----------------- | --------- |
| Australia         | 8         |
| Austria           | 56        |
| Belgio (Fiandre)  | 54        |
| Belgio (Vallonia) | 111       |
| Canada            | 18        |
| Danimarca         | 17        |
| Francia           | 82        |
| Irlanda           | 17        |
| Islanda           | 18        |
| Italia            | 93        |
| Norvegia          | 7         |
| Nuova Zelanda     | 5         |
| Paesi Bassi       | 15        |
| Regno Unito       | 18        |
| Spagna            | 78        |
| Stati Uniti       | 20        |
| Svezia            | 35        |
| Classifica (2022) | Posizione |
| Australia         | 6         |
| Belgio (Fiandre)  | 64        |
| Belgio (Vallonia) | 125       |
| Danimarca         | 37        |
| Francia           | 106       |
| Islanda           | 23        |
| Lituania          | 6         |
| Norvegia          | 20        |
| Nuova Zelanda     | 5         |
| Paesi Bassi       | 40        |
| Regno Unito       | 24        |
| Spagna            | 89        |
| Svezia            | 68        |

## Date di pubblicazione
| Paese    | Data di pubblicazione | Formato                      | Edizione | Note   |
| -------- | --------------------- | ---------------------------- | -------- | ------ |
| Mondo    | 25 giugno 2021        | Download digitale, streaming | Standard | [ 92 ] |
| Mondo    | 25 giugno 2021        | CD (versione limitata)       | Standard | [ 93 ] |
| Mondo    | 27 giugno 2021        | Download digitale, streaming | Deluxe   | [ 46 ] |
| Mondo    | 10 dicembre 2021      | CD                           | Deluxe   | [ 94 ] |
| Giappone | 19 gennaio 2022       | CD                           | Deluxe   | [ 95 ] |
| Mondo    | 27 maggio 2022        | LP                           | Deluxe   | [ 96 ] |